# Equipos participantes en la Copa Mundial de Fútbol de 1934

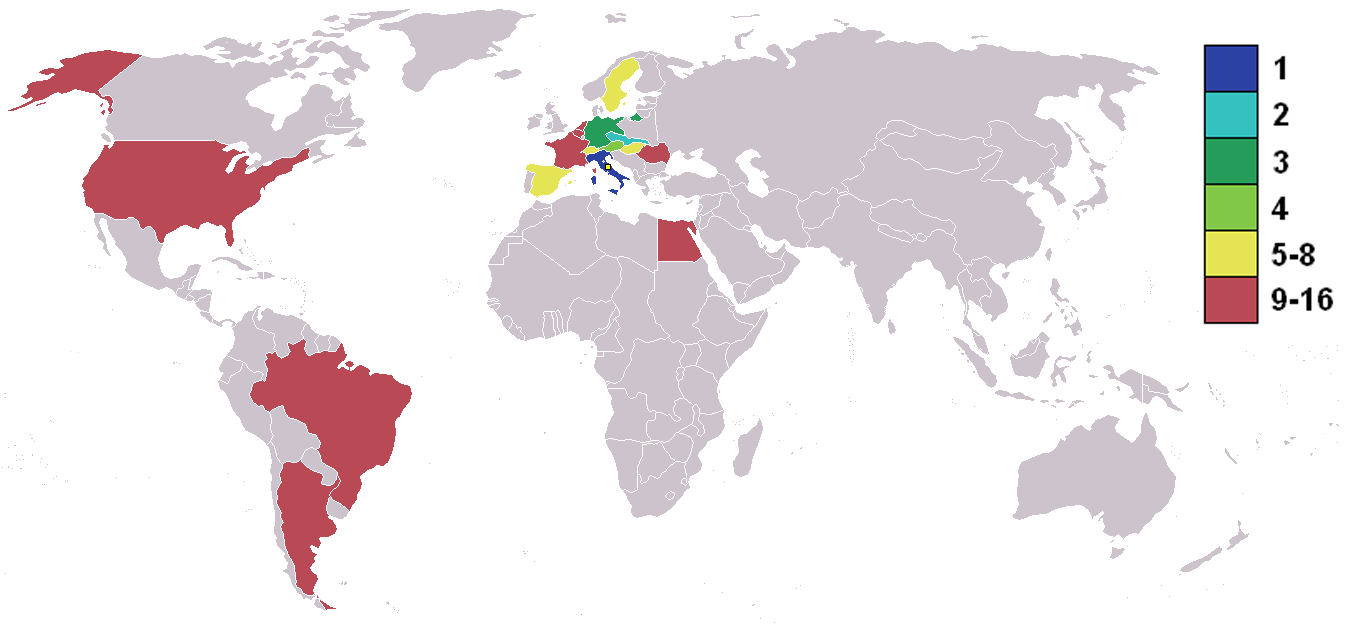
Equipos participantes de la Copa Mundial

Para la II Copa Mundial de Fútbol, que se realizó en Italia entre el 27 de mayo y el 10 de junio de 1934, 16 equipos clasificaron a la fase final. Los 16 equipos participantes fueron divididos en una fase final desde los octavos de final, para determinar al campeón del evento.

## Equipos
A la fase final del torneo clasificaron 16 de 32 equipos que participaron en la etapa clasificatoria: 2 de América, 12 de Europa (incluyendo al organizador), uno de Norteamérica y uno de África. De estos 16, 10 eran debutantes en la competición.
Los equipos participantes en dicho torneo son:
| Equipo (ver en detalle) | Equipo (ver en detalle) | Equipo (ver en detalle) | Participaciones | Participaciones | Participaciones |
| Equipo (ver en detalle) | Equipo (ver en detalle) | Equipo (ver en detalle) | Total           | Cons.           | Última          |
| ----------------------- | ----------------------- | ----------------------- | --------------- | --------------- | --------------- |
| Bandera de Alemania     | Alemania                |                         | 1               | 1               | -               |
|                         | Argentina               |                         | 2               | 2               | 1930            |
|                         | Austria                 |                         | 1               | 1               | -               |
|                         | Bélgica                 |                         | 2               | 2               | 1930            |
|                         | Brasil                  |                         | 2               | 2               | 1930            |
|                         | Checoslovaquia          |                         | 1               | 1               | -               |
|                         | Egipto                  |                         | 1               | 1               | -               |
|                         | España                  |                         | 1               | 1               | -               |
|                         | Estados Unidos          |                         | 2               | 2               | 1930            |
|                         | Francia                 |                         | 2               | 2               | 1930            |
|                         | Hungría                 |                         | 1               | 1               | -               |
|                         | Italia                  |                         | 1               | 1               | -               |
|                         | Países Bajos            |                         | 1               | 1               | -               |
|                         | Rumania                 |                         | 2               | 2               | 1930            |
|                         | Suecia                  |                         | 1               | 1               | -               |
|                         | Suiza                   |                         | 1               | 1               | -               |